# Antonio Jiménez Sistachs
Antonio Jiménez Sistachs, född den 12 oktober 1970 i Figueres, Spanien, är en spansk fotbollsspelare som tog OS-guld i herrfotbollsturneringen vid de olympiska sommarspelen 1992 i Barcelona. 